# Yukihiro Mitani
Yukihiro Mitani (japanisch 三谷 幸宏 Mitani Yukihiro; * 22. April 1966) ist ein ehemaliger japanischer Eisschnellläufer.

## Werdegang
Mitani wurde im Jahr 1984 japanischer Juniorenmeister im Kleinen Vierkampf und in den Jahren 1985 sowie 1987 japanischer Meister im Sprint-Mehrkampf. Zudem kam er bei japanischen Meisterschaften zweimal auf den zweiten und einmal auf den dritten Platz. International trat er erstmals bei den Juniorenweltmeisterschaften 1983 in Sarajevo in Erscheinung, wobei er den 11. Platz im Kleinen Vierkampf errang. In den folgenden Jahren lief er bei der Sprintweltmeisterschaft 1985 in Heerenveen auf den 11. Platz und bei der Sprintweltmeisterschaft 1986 in Karuizawa auf den sechsten Rang. Zudem siegte er im März 1984 beim internationalen Wettbewerb "Goldener Schlittschuh" in Inzell im Sprint-Mehrkampf und gewann bei den Winter-Asienspielen 1986 in Sapporo die Goldmedaille über 1500 m. Zu Beginn der Saison 1986/87 nahm er in Berlin erstmals am Eisschnelllauf-Weltcup teil und kam dort über 1000 m auf die Plätze 15 und 14 sowie über 500 m die Plätze acht und vier. Im weiteren Saisonverlauf erreichte er in Lake Placid mit dem dritten Platz über 500 m seine erste Podestplatzierung im Weltcup und holte bei der Sprintweltmeisterschaft 1987 in Québec die Bronzemedaille. In der Saison 1987/88 kam er in Calgary mit dem zweiten Platz über 500 m letztmals im Weltcup aufs Podest und belegte dort bei seiner einzigen Teilnahme an Olympischen Winterspielen den 23. Platz über 1000 m. Zudem wurde er bei der Sprintweltmeisterschaft 1988 in West Allis Elfter. In der Saison 1988/89 nahm er in Innsbruck letztmals am Weltcup teil, wobei er den 24. Platz über 1000 m sowie den 11. Platz über 500 m errang und startete bei der Sprintweltmeisterschaft 1989 in Heerenveen letztmals international. Dort lief er auf den 18. Platz.

## Erfolge

### Olympische Spiele
- 1988 Calgary: 23. Platz 1000 m

### Sprint-Weltmeisterschaften
- 1985 Heerenveen: 11. Platz Sprint-Mehrkampf
- 1986 Karuizawa: 6. Platz Sprint-Mehrkampf
- 1987 Québec: 3. Platz Sprint-Mehrkampf
- 1988 West Allis: 11. Platz Sprint-Mehrkampf
- 1989 Heerenveen: 18. Platz Sprint-Mehrkampf

### Winter-Asienspiele
- 1986 Sapporo: 1. Platz 1500 m

## Persönliche Bestleistungen
| Disziplin | Zeit         | Datum             | Ort       |
| --------- | ------------ | ----------------- | --------- |
| 500 m     | 37,04 s      | 23. Januar 1988   | Calgary   |
| 1000 m    | 1:14,69 min  | 6. Dezember 1987  | Calgary   |
| 1500 m    | 1:59,95 min  | 26. Dezember 1986 | Nikkō     |
| 3000 m    | 4:19,16 min  | 3. Februar 1984   | Karuizawa |
| 5000 m    | 7:20,37 min  | 3. März 1984      | Inzell    |
| 10.000 m  | 15:49,07 min | 3. März 1984      | Inzell    |